# Ccache
ccache è un programma che memorizza l'output della compilazione di un programma scritto in C/C++ così che la volta successiva la medesima compilazione possa essere evitata. Questo metodo velocizza di gran lunga il tempo di compilazione. Il programma conta sul fatto che senza che lui operi, codici sorgente identici siano ricompilati ripetutamente.
Utilizzando varie opzioni si può disabilitare l'uso di dati messi nella cache.